# Football Club Lantana Tallinn
Maillots
Le Football Club Lantana Tallinn est un ancien club estonien de football. Le Lantana, sacré champion d'Estonie en 1996 et 1997, est dissous en 1999.

## Histoire
Le Lantana Tallinn est créé sous le nom de Lantana/Markelor Tallinn en succession au FC Nikol Tallinn en 1994. Ses couleurs originelles sont le noir et le blanc, avant d'être le bleu et le blanc durant la saison 1998.
Le club termine vice-champion lors de sa première saison ainsi que finaliste de la Coupe nationale avant de remporter le titre de champion d'Estonie en 1996. Cette saison marque aussi la première participation du club en Coupes d'Europe. Bien qu'ayant battu sur le terrain les Lettons du DAG-Liepaya sur le score de 2-1 en Coupe des coupes, une défaite sur tapis vert 3-0 est décrétée en raison de la présence d'un joueur non qualifié du côté du Lantana, ce qui entraîne l'élimination du club dès le tour préliminaire.
Le Lantana remporte un deuxième titre consécutif en 1997 mais est défait en finale de la Coupe d'Estonie de football par le Sadam Tallinn. Cette saison-là est la première jouée au stade de la périphérie de Tallinn, le Stade Viimsi, après avoir joué au Stade de Kadriorg. L'équipe enregistre son premier succès européen, en éliminant les islandais de l'ÍBV Vestmannaeyjar en tour préliminaire de la Coupe UEFA avant d'être éliminé au tour suivant par le FC Aarau.
Malgré le succès du club au niveau national, le Lantana Tallinn n'a pas eu de joueurs internationaux de l'équipe d'Estonie de football. Cela est dû au fait que le club représente la minorité russe du pays, la plupart des joueurs étant russes et donc non-sélectionnables par l'Estonie.
La saison suivante voit le club être une nouvelle fois défait en finale de la Coupe d'Estonie, par le Flora Tallinn. Lantana perd aussi sa seule rencontre de son histoire en Ligue des champions de l'UEFA, sur le score cumulé de 3 buts à 0 contre le Jazz Pori. Le club est dissous en 1999

## Bilan sportif

### Palmarès
- Championnat d'Estonie : (2)
  - Champion : 1996 et 1997
  - Vice-champion : 1995.

- Coupe d'Estonie : (1)
  - Vainqueur : 1993
  - Finaliste : 1995, 1997 et 1998

- Supercoupe d'Estonie : (1)
  - Vainqueur : 1997
  - Finaliste : 1996.

### Bilan par saison en championnat
| Saison | Championnat  | Classement | Différence de buts | Points |
| ------ | ------------ | ---------- | ------------------ | ------ |
| 94/95  | Meistriliiga | 2          | +37                | 31     |
| 95/96  | Meistriliiga | 1          | +29                | 33     |
| 96/97  | Meistriliiga | 1          | +21                | 35     |
| 97/98  | Meistriliiga | 4          | +3                 | 19     |
| 1998   | Meistriliiga | 3          | +7                 | 25     |
| 1999   | Meistriliiga | 6          | -21                | 27     |

### Bilan européen
Note : dans les résultats ci-dessous, le score du club est toujours donné en premier.
| Saison    | Compétition         | Tour              | Club                | Domicile | Extérieur | Total |
| --------- | ------------------- | ----------------- | ------------------- | -------- | --------- | ----- |
| 1993-1994 | Coupe des coupes    | Tour préliminaire | Lillestrøm SK       | 0 - 4    | 1 - 4     | 1 - 8 |
| 1995-1996 | Coupe des coupes    | Tour préliminaire | DAG-Liepaya         | 0 - 0    | 0 - 3     | 0 - 3 |
| 1996-1997 | Coupe UEFA          | Premier tour Q    | ÍB Vestmannaeyja    | 2 - 1    | 0 - 0     | 2 - 1 |
| 1996-1997 | Coupe UEFA          | Deuxième tour Q   | FC Aarau            | 2 - 0    | 0 - 4     | 2 - 4 |
| 1997-1998 | Ligue des champions | Premier tour Q    | Jazz Pori           | 0 - 2    | 0 - 1     | 0 - 3 |
| 1998-1999 | Coupe des coupes    | Tour préliminaire | Heart of Midlothian | 0 - 1    | 0 - 5     | 0 - 6 |
| 1999-2000 | Coupe UEFA          | Premier tour Q    | Torpedo Koutaïssi   | 0 - 5    | 2 - 4     | 2 - 9 |

Légende
- Victoire ou qualification pour le tour suivant
- Match nul
- Défaite ou élimination de la compétition